# Ancylometis
Ancylometis é um gênero de traça pertencente à família Agonoxenidae.